# Ampelocissus jacquemontii
Ampelocissus jacquemontii är en vinväxtart som först beskrevs av R. N. Parker, och fick sitt nu gällande namn av M. Bieb. Raizada. Ampelocissus jacquemontii ingår i släktet Ampelocissus och familjen vinväxter. Inga underarter finns listade i Catalogue of Life.